# Arai Ikunosuke
Arai Ikunosuke (荒井 郁之助 Hoang Tỉnh Uất Chi Trợ,  ngày 12 tháng 6 năm 1836 – ngày 19 tháng 7 năm 1909) là một samurai thời kỳ Bakumatsu. Được biết đến là vị Bộ trưởng Hải quân của Cộng hòa Ezo, về sau ông trở nên nổi tiếng với tư cách là Cục trưởng đầu tiên của Cục Khí tượng Nhật Bản. Ông còn có tên gọi khác là Akinori (顕徳 Hiển Đức) hoặc Akiyoshi (顕理 Hiển Lý).

## Tiểu sử

### Thân thế
Arai Ikunosuke sinh ra ở quận Tedai-cho thành Edo, gần đền Nho giáo Yushima Seidō là con trai của gokenin Tokugawa Arai Kiyobei. Cha ông đã quyên góp tiền của mình để hỗ trợ dân làng khỏi trận lụt Fujigawa, điều này đã khiến cho Tướng quân nổi giận trách phạt. Ông bắt đầu học tập Hán học vào năm 7 tuổi, và theo sự giới thiệu của chú mình, kể từ năm 12 tuổi, ông rèn luyện kiếm thuật (phái Jikishinkage ryū và Shingyōtō-ryū), thuật bắn cung và cưỡi ngựa. Năm 14 tuổi, ông vào trường học của Mạc phủ tại Shoheizaka, và ở tuổi 18, ông theo học súng thuật phương Tây. Ông bắt đầu sự nghiệp của mình trong Mạc phủ ở tuổi 20, chuyên tâm vào Hà Lan học (rangaku), và được bổ nhiệm làm giáo viên hướng dẫn tại Sở Thao luyện Hải quân Nagasaki.

### Thời kỳ Bakumatsu
Sau khi học toán học, chèo thuyền và điều hướng, Arai được bổ nhiệm làm sở trưởng Sở Thao luyện Hải quân vào năm 1862. Tuy nhiên, lại ông được cử sang học viện quân sự Kōbusho của Mạc phủ vào năm 1864, và tại đây, ông cộng tác với Ōtori Keisuke, học tập chiến thuật bộ binh kiểu Pháp ở Yokohama năm 1865.

### Chiến tranh Boshin
Năm 1868 trong chiến tranh Boshin thời Minh Trị Duy tân, Arai được phong làm thuyền trưởng cho Hải quân Mạc phủ, và cùng với Enomoto Takeaki rời cảng Shinagawa khi thành Edo đầu hàng quan quân. Khởi hành tới Hokkaidō, ông trở thành Bộ trưởng Hải quân của tân Cộng hòa Ezo, và trong khi ông tham gia trận Hải chiến vịnh Miyako và Hải chiến vịnh Hakodate, quân đội Ezo đã bị đánh bại, và Arai bị tống vào tù, chờ đợi một bản án tử hình dành cho mình. Trong thời gian này, ông đã viết cuốn từ điển Anh-Nhật đầu tiên.

### Thời kỳ Minh Trị
Nhận thấy ông là người có tài năng, tân chính phủ quyết định ân xá cho Arai, vừa ra tù thì ông cùng hợp tác với Enomoto trong một lần cải tạo đất, trước khi làm việc tại Trường Nông nghiệp, cũng như trở thành hiệu trưởng trường nữ sinh. Sau đó, ông được giao phụ trách Cục Khí tượng Trung ương trong thời kỳ Minh Trị, trở thành người đầu tiên chụp ảnh vành nhật hoa ở Nhật Bản, qua hiện tượng nhật thực xảy ra vào năm 1887, giới thiệu hệ thống đồng hồ đo, thành lập Đại học Hokkaido và thiết lập thời gian tiêu chuẩn.
Về sau, cùng với cựu đồng đội Ōtori Keisuke, ông viết bài cho tạp chí Kyū Bakufu kể về trải nghiệm của mình trong thời kỳ Bakumatsu, cũng như về hải quân cựu Mạc phủ.
Arai qua đời vì bệnh tiểu đường năm 1909, hưởng thọ 74 tuổi.